# ポルタメント (MIDI)
ポルタメント(Portamento)は、MIDIのコントロールチェンジのひとつであり、ポルタメント機能をON/OFFするときに使用する。
ポルタメント・タイムと組み合わせて使うことで、音程を滑らかに変化させることができる(詳細はポルタメントを参照)。

## MIDIメッセージ
- ステータスバイト - CnH (コントロールチェンジ、nはチャンネル番号)
- 第1データバイト - 41H (ポルタメント)
- 第2データバイト - xxH (xxが0～63でOFF、64～127でON)

このメッセージには、ポルタメント機能をON/OFFする機能しかないので、事前にポルタメント・タイムを指定しておく必要がある。